# Demografia Nigerii

## Ludność
Nigeria jest najbardziej zaludnionym krajem Afryki, jednak rzeczywista liczba ludności jest tematem ciągłych spekulacji. Organizacja Narodów Zjednoczonych oszacowała, że w roku 2004 liczba ludności w Nigerii wyniosła 131,5 mln (natomiast w 1950 roku populacja wynosiła 57,5 mln mieszkańców). Jak stwierdziło ONZ Nigeria przeszła gwałtowny rozwój i dynamiczny wzrost przyrostu naturalnego – kiedyś jeden z największych na świecie (obecnie jeden z najwyższych w Afryce zachodniej współczynnik przyrostu naturalnego – 2,38).
Struktura wieku (2014):
- 0-14 lat: 43.2%
- 15-24 lat: 19.3%
- 25-54 lat: 30.5%
- 55-64 lat: 3.9%
- 65 lat i starsi: 3%

| Populacja                  | 17 mln        | 21 mln      | 31 mln        | 56,6 mln    | 88,5 mln    | 124,8 mln    | 138 mln      | 167 mln        |
| Zmiana                     | –             | 4 mln       | 10 mln        | 25,6 mln    | 31,9 mln    | 36,3 mln     | 13,2 mln     | 29 mln         |
| Gęstość zaludnienia na km² | 18,4 osób/km² | 23 osób/km² | 33,5 osób/km² | 61 osób/km² | 96 osób/km² | 135 osób/km² | 149 osób/km² | 180,7 osób/km² |

## Gęstość zaludnienia oraz struktura narodowościowa
W Nigerii mieszka ponad 20% wszystkich czarnoskórych ludzi. W Nigerii występuje ponad 250 grup etnicznych, najliczniejsze i najbardziej wpływowe politycznie to: Hausa i Fulani 29%, Joruba 21%, Igbo (Ibo) 18%, Ijaw 10%, Kanuri 4%, Ibibio 3,5%, Tiv 2,5%. Udział imigrantów w ogóle społeczeństwa stanowi zaledwie 1-4%. Są tu małe ilości mniejszości narodowych z Anglii, USA, Indii, Chin, Japonii, Syrii, Libii oraz uchodźców (m.in. z Kuby) i imigrantów z innych państw Afryki (w dużym stopniu z Sierra Leone) oraz byłych niewolników z Brazylii, przybyłych w XIX wieku. Ludność, która stanowi w Nigerii mniejszości narodowe zamieszkuje głównie miasta Lagos (największe miasto) i Abudża (nowa stolica) oraz deltę Nigru i jest zatrudniona w rafineriach.

## Oświata
Edukacja w Nigerii jest bardzo zaniedbywana, a jej poziom jest bardzo niski. Szkolnictwo jest finansowane z funduszy rządowych jednak zaledwie 29% populacji posiada podstawowe wykształcenie. System edukacji jest dysfunkcjonalny, w dużej mierze z powodu podupadających instytucji infrastruktury. Analfabetyzm w Nigerii wynosi 32%.

## Służba zdrowia
W Nigerii jest bardzo słaba opieka zdrowotna, a także bardzo niski poziom życia ludności. Tylko połowa mieszkańców Nigerii ma dostęp do wody pitnej i odpowiednich warunków sanitarnych. Wskaźnik śmiertelności niemowląt wynosi tu aż 93,93, natomiast współczynnik zachorowalności na HIV/AIDS to 5,4% przy czym jest on stosunkowo niski w porównaniu z innymi krajami afrykańskimi (dwukrotnie niższy niż np. w Kenii). Jak wiele krajów również Nigeria boryka się z problemem chorób zakaźnych takich jak: polio (choroba Heinego-Medina) czy cholera. Ponadto występują tu choroby o bardzo wysokim stopniu ryzyka np. przenoszone drogą pokarmową: biegunka bakteryjna i amebowa, zapalenie wątroby typu A, tyfus; choroby przenoszone przez owady: malaria, żółta febra; choroby przenoszone drogą kropelkową: meningokokowe zapalenie opon mózgowych; choroby przenoszone przez kontakt z glebą i pyłem: jedno z centrów występowania gorączki Lassa; choroby przenoszone przez wodę: krętkowica, bilharcjoza.